# Gast Heuschling
Camil Gaston Heuschling, (Luxemburg-Stad, 1934) is een Luxemburgs kunstschilder, tekenaar en illustrator.

## Leven en werk
Gaston of Gast Heuschling is een zoon van een Luxemburgse meubelmaker. Hij groeide op in Differdange. Heuschling volgde twee jaar les in het atelier van Foni Tissen, vijf jaar cursussen in graveren, lithografie, beeldontwerp, porseleinschilderen en illustratietekenen aan de zomeracademie (CEPA) in Luxemburg-Stad en avondcursussen beeldontwerp en gravure aan het Lycée des Arts et Métiers, toch beschouwt hij zichzelf als autodidact kunstenaar.
Heuschling is een figuratief kunstenaar. Hij schildert en tekent het universum, de aarde, de mens en fauna en flora in een ruimte vol energie, waarbij hij gebruikmaakt van collagetechnieken. Hij werd in 1965 lid van de kunstenaarsvereniging Art vivant in Differdange en in 1970 van de Cercle Artistique de Luxembourg (CAL). Zijn werk werd meerdere keren onderscheiden, hij ontving onder meer de Publieksprijs op de Salon du CAL 1987.

## Enkele werken
- 1979 illustraties voor het boek Aquaristiek in Luxemburg van Michel Birger.
- 1980 illustraties voor het boek Lebensraum Wasser van Michel Birger.[6]
- 2005 illustraties voor het boek Mir vergiessen net: d’Krichsjoren 1940 - 1944 an der Gemeng Péiteng de Kanner erzielt van Viviane Welter-Daman.
- muurdecoratie in een parkeergarage in Dudelange.
- muurdecoratie in de École polyvalente in Bascharage.
- muurdecoratie in het Centre Culturel in Niederkorn.

## Onderscheidingen
- 1985 Kunstprijs van Kirn
- 1987 Publieksprijs, Salon du CAL 1987
- 1995 Mérite Culturel de la Ville de Differdange

- Musée national d'archéologie, d'histoire et d'art: lkl004200